# Marie-Suzanne Giroust

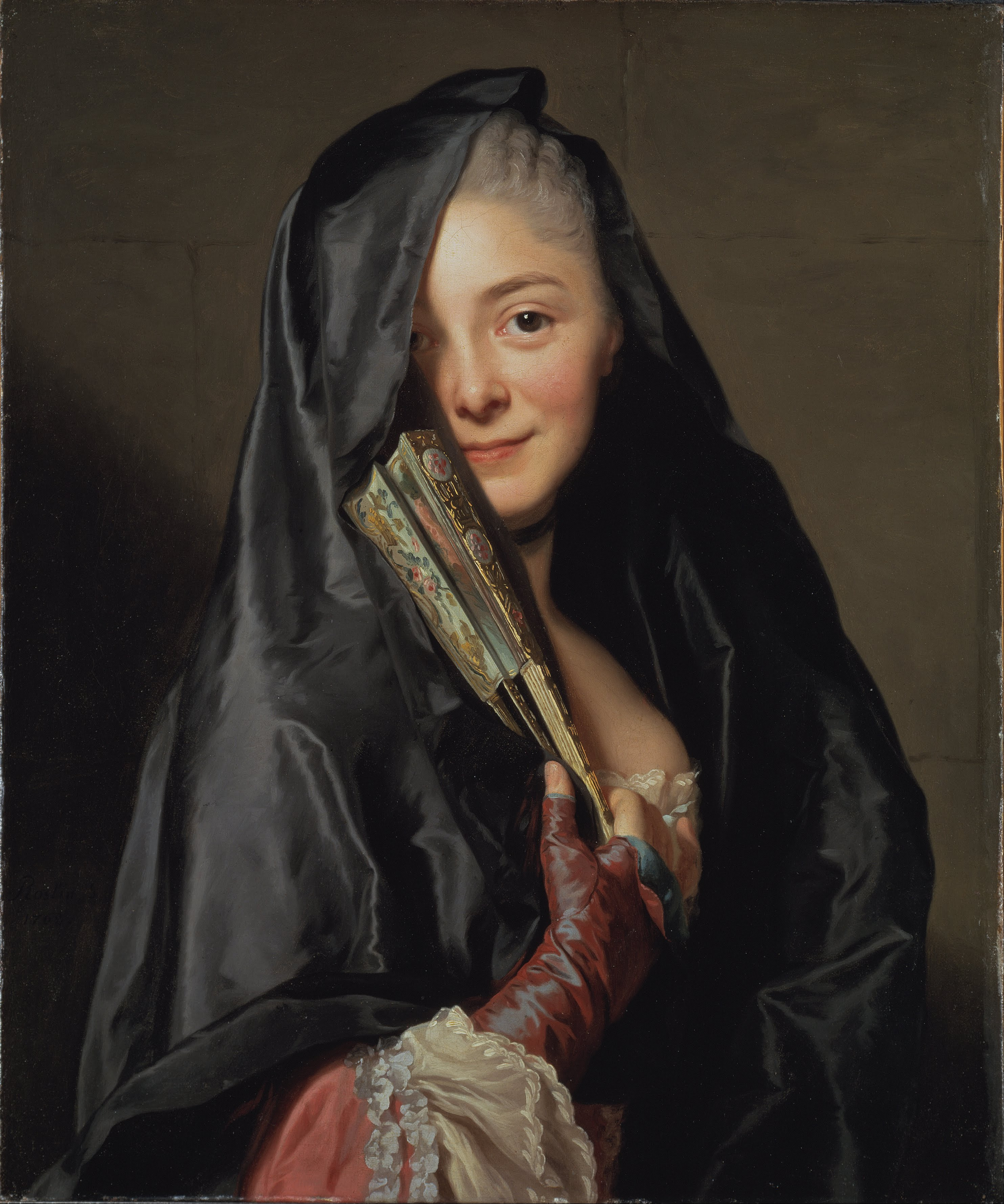
Marie-Suzanne, por Alexander Roslin (La Dame au Voile, 1768).

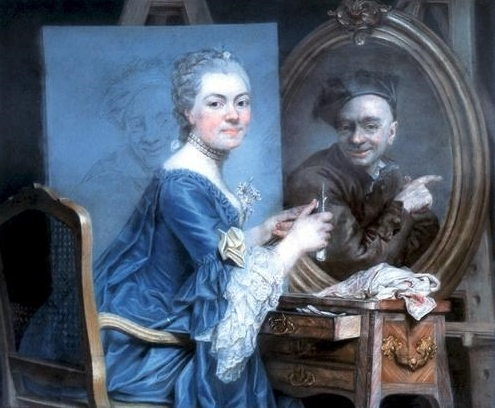
Autorretrato, 1770.

Marie-Suzanne Giroust (París, 9 de marzo de 1734 – París, 31 de agosto de 1772) fue una pintora, pastelista y miniaturista francesa.
Marie-Suzanne era la hija de Bartolomé Giroust, joyero del Rey y de su esposa Marie Suzanne Leroy. Huérfana desde pequeña, fue criada por varios parientes suyos. Su herencia le permitió estudiar arte, y fue alumna de Maurice Quentin de La Tour y de Joseph-Marie Vien. Fue sobre todo la enseñanza de Vien, la que más tarde influiría en su trabajo. 
En 1752 se enamoró del artista sueco Alexander Roslin, pero su familia y tutora le impidieron casarse con él, Roslin les disgustaba por ser pobre y protestante. Al rechazar todos los demás pretendientes, finalmente se le permitió casarse con Roslin el 5 de enero de 1759. La pareja tuvo tres hijas y tres hijos.
Fue admirada por los conseguidos tonos de piel y colores de sus retratos, y hasta su propio marido calculó que ella era mejor pintora al pastel que él. También sirvió como modelo para la pintura de su esposo en 1768 en La Dame au Voile (La dama del velo).
Murió de cáncer de mama, el 31 de agosto de 1772, a los 38 años.

## Obras
- Henrik Vilhelm Peill (1766; colección privada).
- Autorretrato (1770).
- Jacques Dumont (1770; Museo nacional de Versalles).
- Retrato de M. Pigalle (1771; Louvre, París).